# シーシーピーコンタクトプローブ
シーシーピーコンタクトプローブ（英語:C.C.P Contact Probes Co.,Ltd）は中華民国(台湾)に本社を構える、テストプローブとコネクタ類.の製造メーカーである。1986年1月22日に黃介崇(Chung-Kai Huang)が台北にて創業。その後シー・シー・ピーは営業拠点を中国、香港、アメリカ、ドイツ、日本と拡大し グループの総従業員は約1000人を超える。

## 事業
主力の製品群は主に４種類で、ICテストソリューション、スプリングプローブ(ポゴピン)、EV充電用コネクター、産業用コネクターを揃えている。 ポゴピンにおいては世界最大規模のサプライヤーであり、Appleやファーウェイ、マイクロソフトといった大手メーカーに供給しており、アップル社のMacBookシリーズや、マイクロソフト社のサーフェイスシリーズのマグネットコネクターに採用されているブランドとして世界規模の市場では名高い。

## 歴史
- 2019 日本、シンガポールに拠点を設立
- 2018 欧州、インドに拠点を設立

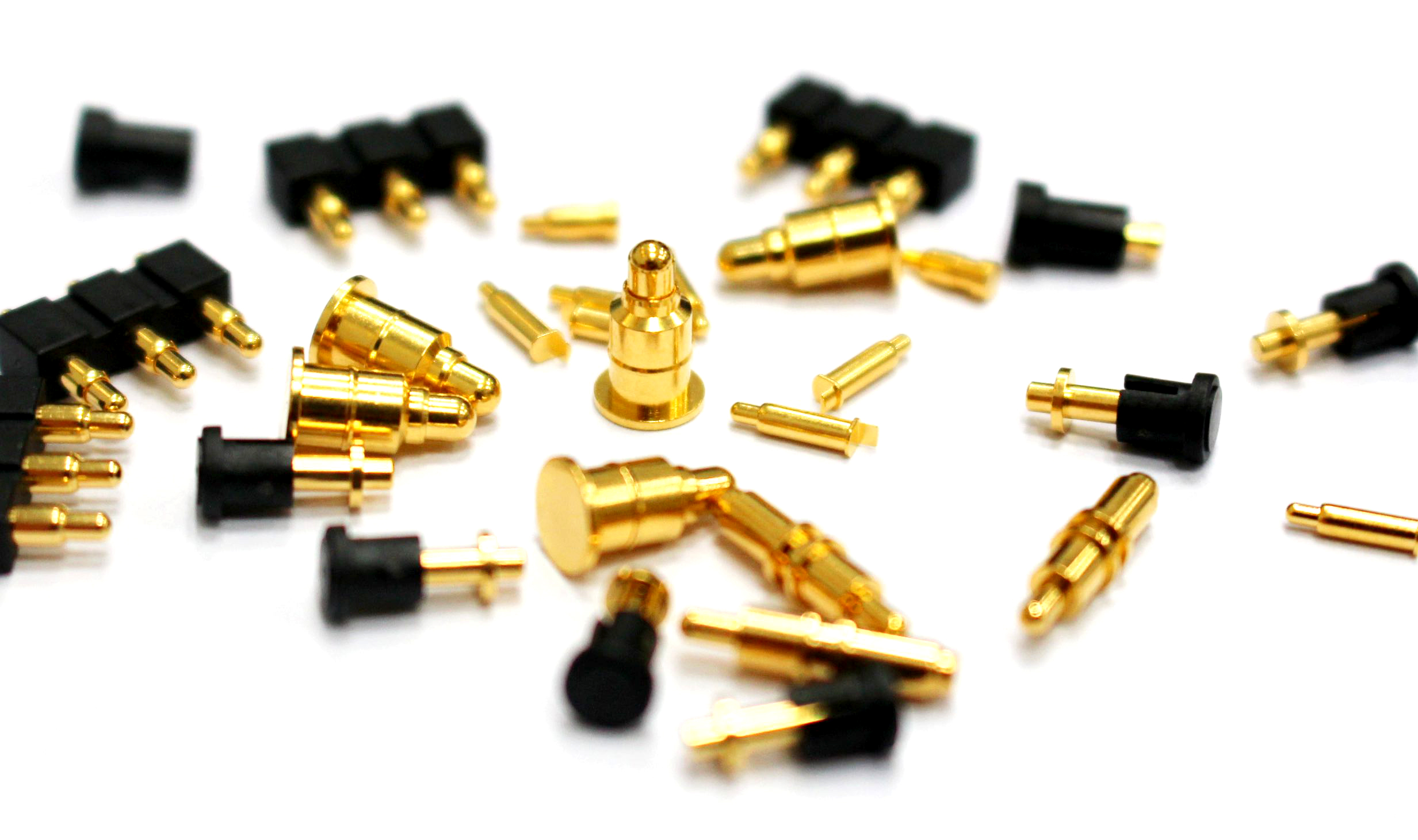
シーシーピーコンタクトプローブによる自社設計、生産のポゴピンコネクター

- 2015 米国拠点をサンノゼに設立、新たなコンタクトピンシリーズを発表
- 2012 クラス100Kのクリーンルームを含む第二生産ラインを建設、クラウンスプリングコネクタシリーズを開発
- 2010 ISO 9001:2008を取得
- 2009 レノボ社と共同で磁気コネクタを開発、メッキ加工の研究室を設立
- 2008 ISO QC 080000を取得、C.C.P. International  Co., Ltd.を香港に設立
- 2006 ICソケット工場を台北に設立、北京に支店を設立
- 2003 台湾証券取引所に上場(TW.6217)
- 2002 BSI ISO 9001:2000を取得
- 2000 Dong Guan C.C.P. Contact Probes Co., Ltd. を創業
- 1986 CCP Contact Probes Enterprise Co., Ltd を創業

## 概要

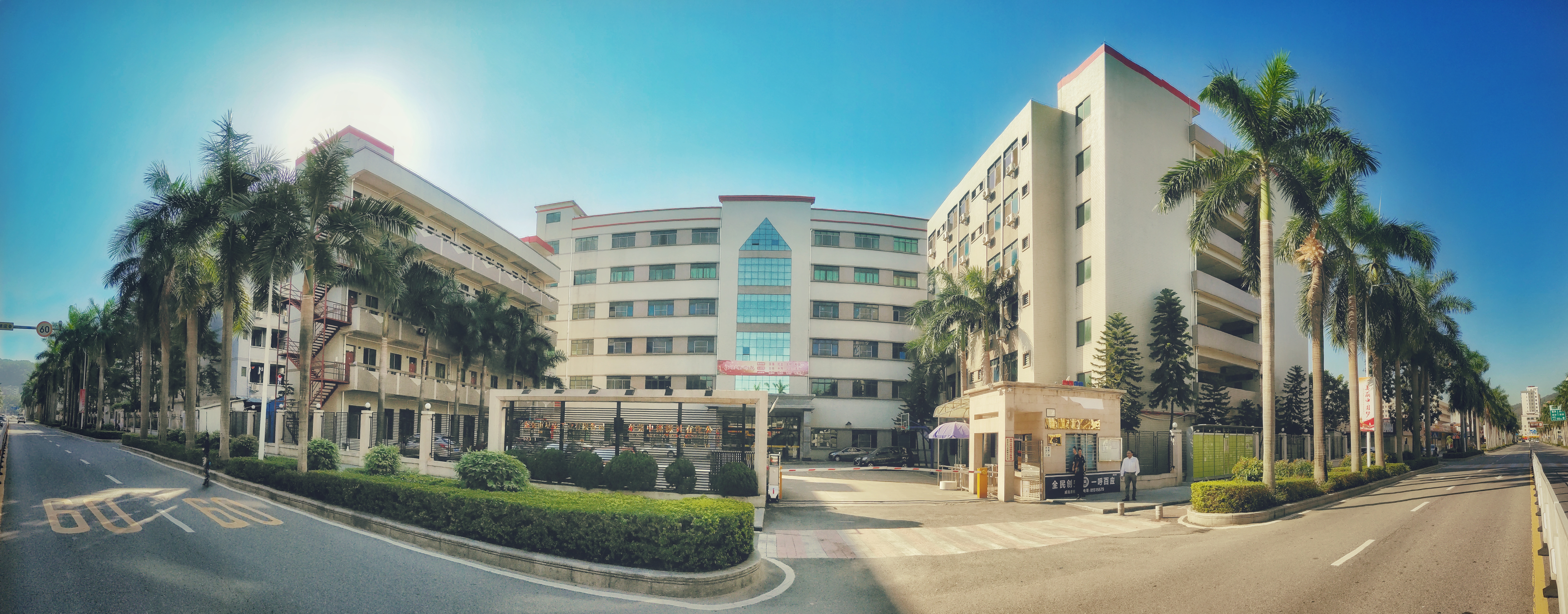
2001年、東莞 虎門にスプリングロードコネクターを主とした工場を設立。

シーシーピーコンタクトプローブは2003年に台湾証券取引所に上場 (Bloomberg Ticker: 6217:TT)。同年には売上高が役18億9千万台湾ドル (~60億USドル)で、純利益が約1億5千万台湾ドル(~5億USドル)だった.営業利益の7%を研究開発に投資している。

### 株式・株主情報
| 名前                        | 持株比率  | %     |
| --------------------------- | --------- | ----- |
| Chih-Feng Chen              | 3,729,106 | 5.90% |
| Li-Chi Investment Co., Ltd. | 2,412,931 | 3.82% |
| Tai-Sung Lo                 | 2,098,201 | 3.32% |
| Taixin Bank                 | 1,390,000 | 2.20% |
| Zong -Tan Lin               | 1,363,830 | 2.16% |
| Liang-ye Jian               | 993,277   | 1.57% |
| HUI-NA WU                   | 918,729   | 1.45% |

### 売上高
| 地域                | 地域            | 売上高 (千台湾ドル) | %      |
| ------------------- | --------------- | ------------------- | ------ |
| Domestic            | Domestic        | 284,866             | 15.12  |
| International Sales | Asia            | 1,191,324           | 63.25  |
| International Sales | Others          | 407,362             | 21.63  |
| International Sales | Total           | 1,598,686           | 84.88  |
| Total Net Sales     | Total Net Sales | 1,883,552           | 100.00 |